# Anilios guentheri
Anilios guentheri är en ormart som beskrevs av PETERS 1865. Anilios guentheri ingår i släktet Anilios och familjen maskormar. Inga underarter finns listade i Catalogue of Life.